# Коварский, Фелициан Щенсны
Фелициан Щенсны (Фелициан Феликсович) Коварский (пол. Felicjan Szczęsny Kowarski; 8 ноября 1890[…], Старосельце, Белосток — 22 сентября 1948[…], Констанцин-Езёрна, Мазовецкое воеводство) — польский художник, скульптор и педагог.

## Биография
Фелициан Коварский родился 8 ноября 1890 года в селе Старосельце Литовского генерал-губернаторства Российской империи (ныне район польского города Белосток) в семье железнодорожника Феликса Коварского и его жены Виктории (урожденной Невяровской).

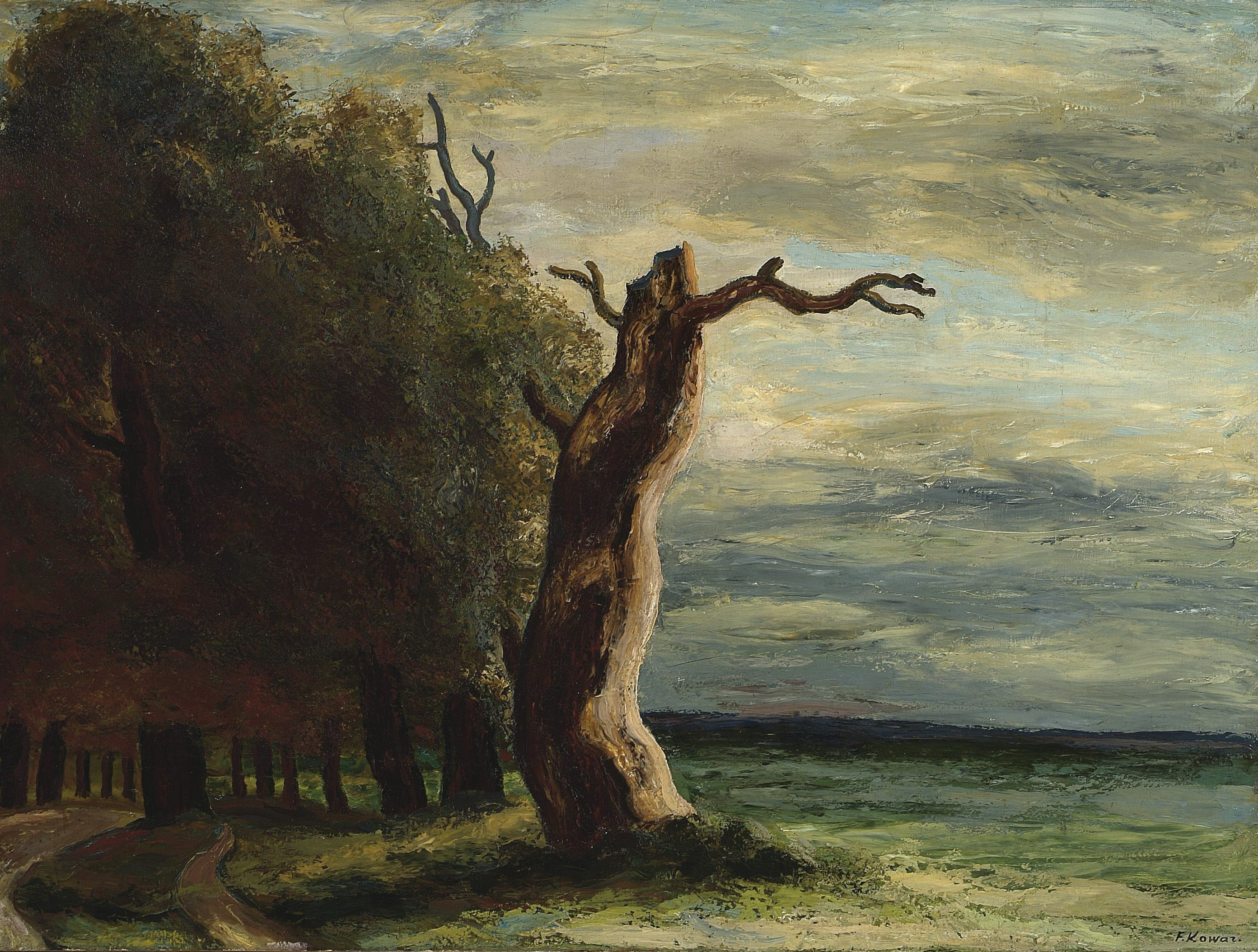
Фелициан Коварский
«Вилянувский пейзаж»; 1930

В 1902—1908 годах учился живописи в Художественном училище Одесского общества художеств (ныне Одесское театрально-художественное училище), затем совершенствовал художественное мастерство в Санкт-Петербурге в Императорской Академии художеств (1910—1918), где его наставником стал профессор Дмитрий Николаевич Кардовский.
В 1919 году Коварский работал в Варшавской литографической мастерской основанной Владиславом Гловчевским.
Весной 1920 года Фелициан Щенсны Коварский переехал в город Торунь, где вместе с Хенриком Щиглиньским и Хенриком Новиной-Черным, основал фирму графического дизайна «Sztuka» (букв. «Штука»), которая просуществовала до 1923 года.

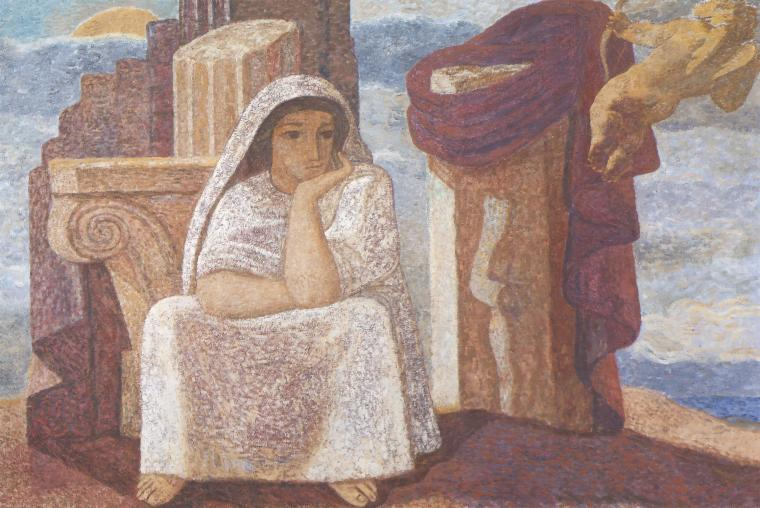
Фелициан Коварский
«Электра» (1947 год)

В 1923—1929 годах он был профессором декоративной и монументальной живописи в Краковской Академии изящных искусств, а с 1930 года — профессором Варшавской Академии изящных искусств. Среди его многочисленных учеников была, в частности, Янина Ипохорская.
В 1936 году художник женился на Ядвиге Цирулинской
Фелициан Коварский был членом творческих групп «Еднорог», «Призмат» и «Ритм». Он также являлся членом правления Варшавского института пропаганды искусства и Профсоюза польских художников.
Во время немецкой оккупации в ходе Второй мировой войны художник находился в городе Скерневице. В послевоенный период продолжил преподавательскую деятельность в столичной Академии художеств.

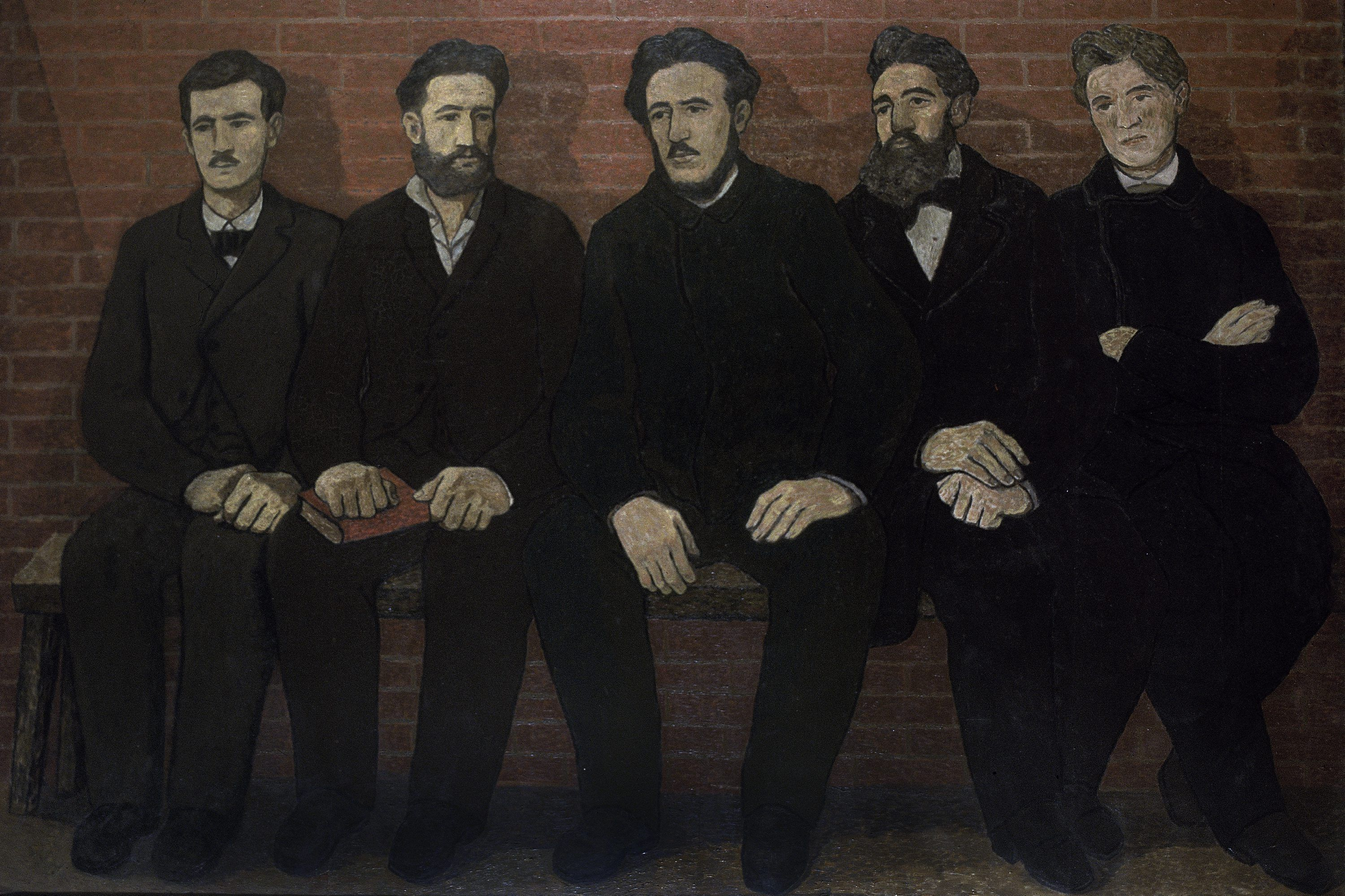
Фелициан Коварский
«Пролетариатчики» (1948)

Особенностью живописи Коварского является монументализм формы. Помимо станковой живописи, он занимался росписью стен, в том числе потолочных панелей в Вавельском замке. К концу жизни он также обратился к скульптуре. Некоторое искусствоведы видят в живописи Коварского влияние российского творческого объединения «Мир искусства». Сохраняя свой индивидуальный стиль, Коварский создал несколько картин на общественно-политические темы. Согласно «Большой советской энциклопедии», его картина «Пролетариатчики» явилась «одним из первых произведений социалистического реализма в Польше».
Фелициан Щенсны Коварский умер 22 сентября 1948 года в городе Констанцин-Езёрна и был похоронен на кладбище Старые Повонзки.
Его заслуги были отмечены орденом Возрождения Польши и медалями «Участнику войны. 1918—1921», «10-летие обретения независимости», «За долголетнюю службу» и другими наградами.